# Маслово (Псковский район)
Ма́слово — деревня в Карамышевской волости Псковского района Псковской области России.
Расположена в 8 км к северо-востоку от села Карамышево и в 37 км к востоку от центра города Пскова.
Численность населения деревни по состоянию на 2000 год составляла 7 человек.